# Maumusson, Loire-Atlantique
Maumusson (bretonsko Malvegon) je naselje in občina v francoskem departmaju Loire-Atlantique regije Loire. Leta 2012 je naselje imelo 1.025 prebivalcev.

## Geografija
Kraj leži v pokrajini Bretaniji na meji z Anjoujem, 50 km severovzhodno od Nantesa.

## Uprava
Občina Maumusson skupaj s sosednjimi občinami Anetz, Ancenis, Belligné, Bonnœuvre, La Chapelle-Saint-Sauveur, Couffé, Le Fresne-sur-Loire, Mésanger, Montrelais, Oudon, Pannecé, Le Pin, Pouillé-les-Côteaux, La Roche-Blanche, La Rouxière, Saint-Géréon, Saint-Herblon, Saint-Mars-la-Jaille, Saint-Sulpice-des-Landes, Varades in Vritz sestavlja kanton Ancenis s sedežem v Ancenisu; slednji je tudi sedež okrožja Ancenis.

## Zanimivosti
- romanska cerkev sv. Petra in Pavla iz 17. do 19. stoletja;